# Gărdinești
Gărdinești – wieś w Rumunii, w okręgu Ardżesz, w gminie Poiana Lacului. W 2011 roku liczyła 234 mieszkańców.